# 经济科学出版社
经济科学出版社是中华人民共和国的一家出版社，成立于1983年1月28日，社址位于北京市，成立之初原属中国社会科学院代管，1990年6月转由国家国有资产管理局主管和主办，现由中华人民共和国财政部主办主管。首任社长为罗元铮。
该社主要出版经济科学理论著作、评著和研究资料，经济知识丛书，经济理论、政策和法规方面的图书、工具书、参考书、经济书、管理学、财政，经济管理教材，经济类年鉴，经济通俗读物，及外国经济学的图书和资料等。